# Planta maestra

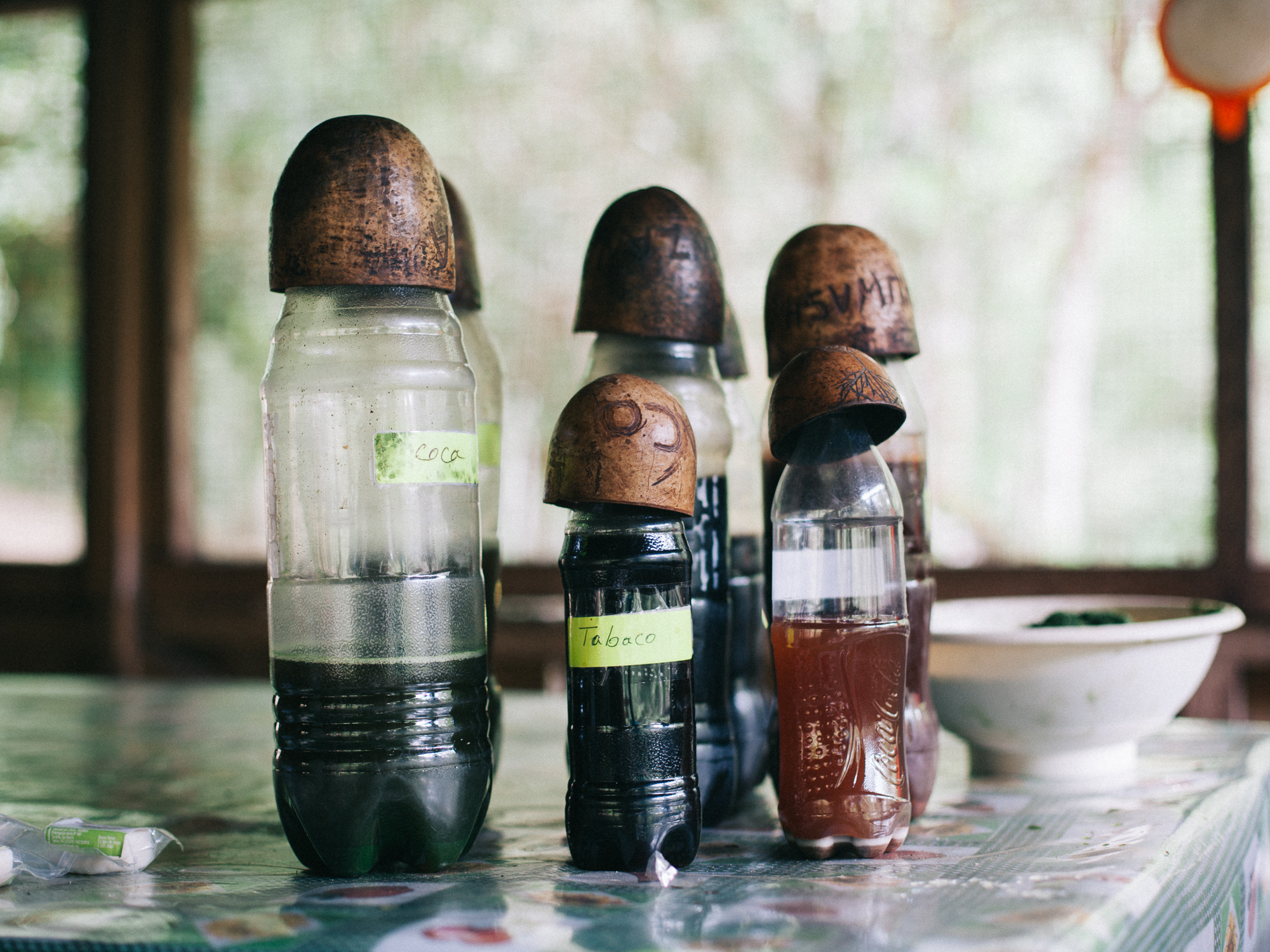
Extractos de plantas maestras utilizadas en la dieta tradicional amazónica.

En la medicina tradicional amazónica en Perú, el término planta maestra es utilizado por curanderos y estudiosos para hacer referencia a un tipo de planta que durante el proceso de aprendizaje de un curandero transmite enseñanzas a través de sueños y visiones.

## La dieta como proceso de aprendizaje

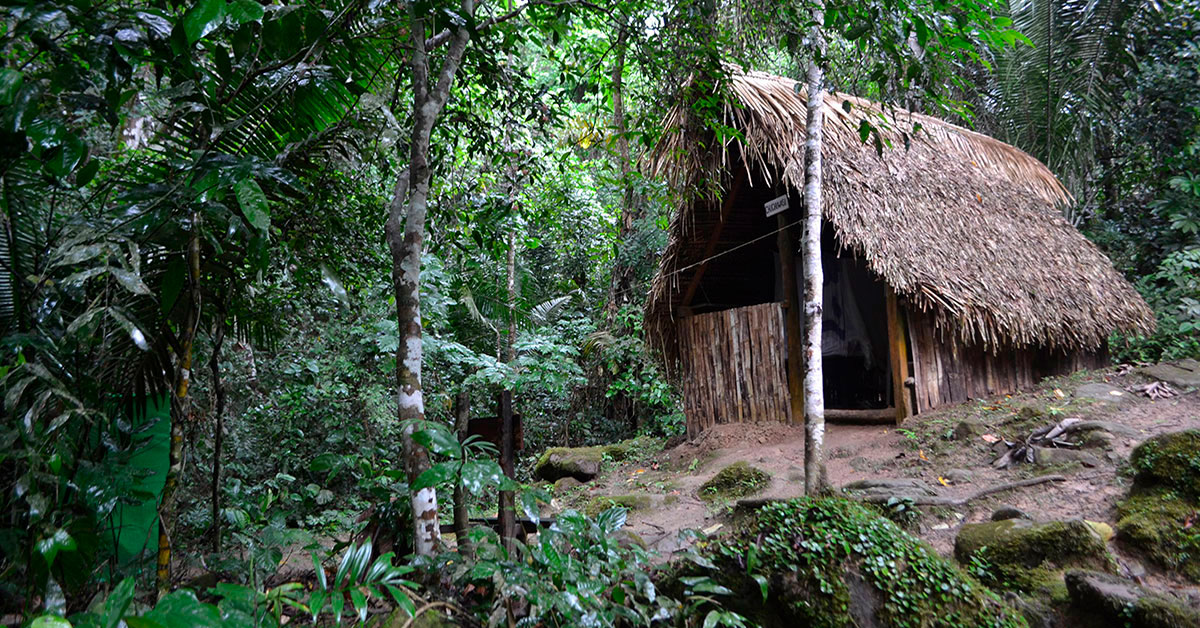
Durante las dietas, las personas permanecen en aislamiento en un tambo

En varias tradiciones de la medicina amazónica, como la del curanderismo mestizo o la shipiba, el proceso de aprendizaje está basado en las llamadas dietas (en idioma shipibo-conibo: samá) en donde las personas que están aprendiendo —como también algunos pacientes— llevan a cabo prácticas como el aislamiento en la naturaleza, purgas con plantas, restricciones alimentarias, baños herbales, ceremonias de ayahuasca y toma de plantas maestras específicas acompañadas por una persona calificada como maestro curandero que guía el proceso. Desde esta mirada, la planta tiene un espíritu y este puede transferir conocimientos al aprendiz a través de las dietas acerca de sus formas de uso y propiedades, además de aprender los cantos mágicos como los ícaros. No solo se aprende de la planta sino se incorpora su espíritu, 'fuerza' o 'energía' que luego utilizarán al tratar a sus pacientes.
En la tradición shipiba, se entiende que los curanderos tradicionales realizan un pacto con los espíritus de las plantas. En palabras de la curandera Herlinda Agustín:

Cuando uno dieta una planta, uno aprende de la planta. Nosotros dietamos todo tipo de plantas, diferentes plantas del monte para aprender, diferentes plantas dietamos. Uno toma bastante esa planta y así uno termina oliendo igual a esa planta, y así los espíritus de las plantas vienen para enseñarnos. Las plantas tienen sus espíritus, chaiconijuni. Son como gente y vienen a conversar. Cuando tomas sus plantas, cuando dietas sus plantas, ellos vienen. Hay que tomar sus plantas dietando para verlos a ellos. Ellos son gente como nosotros. Ellos nos enseñan.
Entrevista a Herlinda Agustín, 2009

No en todas las tradiciones de medicina amazónica se utilizan dietas con plantas maestras como medios de aprendizaje o formación. No obstante, en tradiciones como la shipiba o la del curanderismo mestizo en Perú, la dieta es el principal medio. Es durante la dieta cuando los curanderos desarrollan una relación con el espíritu de una planta que les brinda conocimientos y ayuda en los procesos terapéuticos.
De acuerdo al antropólogo canadiense Jeremy Narby, esta concepción para un científico occidental puede aparecer animista, más «no es religiosa, sino que es una planta que al entrar al cuerpo humano provoca distintas reacciones».

## Plantas consideradas maestras

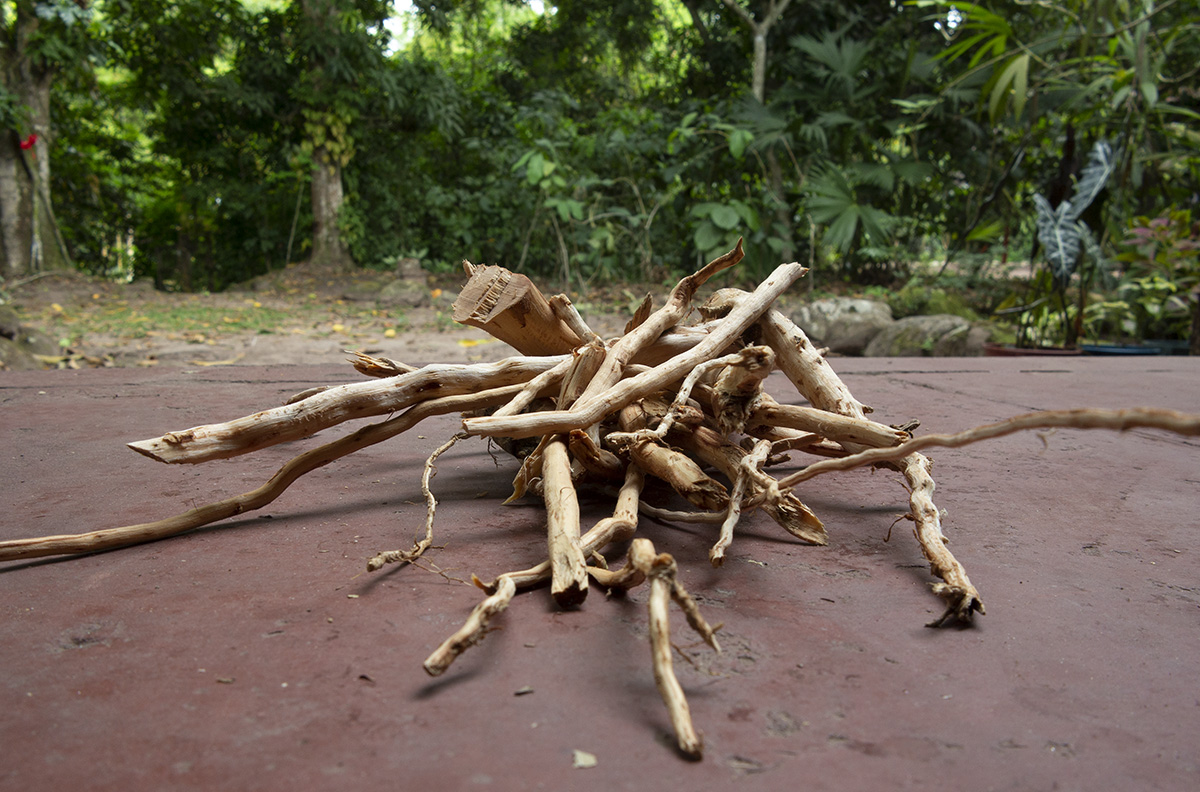
Raíces de chiric sanango (Brunfelsia grandiflora), considerada planta maestra en la medicina tradicional amazónica de Perú

En las varias de las tradiciones de las medicina amazónica en Perú, la ayahuasca (Banisteriopsis caapi) y el tabaco (Nicotiana spp.) son consideradas como las plantas maestras principales. En el mismo sentido, el cactus San pedro (Echinopsis pachanoi) es considerado como una planta maestra dentro del curanderismo norteño de Perú, en donde el espíritu de la planta enseña también a través de visiones y sueños. La coca es también considerada una planta maestra que brinda balance y equilibrio, estimula la producción onírica, permite centrarse y alinearse en los niveles físico, mental y emocional.
En la tradición vegetalista en la amazonía norte del Perú, se utilizan las siguientes especies como plantas maestras: ajo sacha (Mansoa alliacea), bobinsana (Calliandra angustifolia), chiric sanango (Brunfelsia grandiflora), chuchuwasha (Monteverdia macrocarpa), uchusanango (Tabernaemontana sananho), ushpawasha sanango (Tabernaemontana undulata),  mucura (Petiveria alliacea), camalonga (Thevetia peruviana), entre otras.
Desde la medicina tradicional shipiba en la amazonía central del país, el término rao se puede aplicar a un producto de origen vegetal, animal o mineral «que tenga una actividad (o un poder), benéfico o dañino, para la salud (medicina), para cambiar los comportamientos (filtros de amor o puzangas), para trabajar, pescar y cazar, puede ser alucinogénico y también tóxico». Las plantas rao tienen un yoshin (traducido como espíritu). De acuerdo a Herlinda Agustín, existen unas plantas rao denominadas piri piri (en castellano amazónico) o waste en idioma shipibo) que a través de las dietas enseñan y también permiten influenciar el comportamiento y al mismo dar protección a las personas. Estas plantas generalmente pertenecen a la familia Cyperaceae.